# Lorenzo Arruga
Lorenzo Arruga (Milano, 12 giugno 1937 – Milano, 7 luglio 2020) è stato un critico musicale, critico teatrale e compositore italiano.

## Biografia
Lorenzo Arruga si laureò presso la Facoltà di Lettere e Filosofia dell'Università Cattolica del Sacro Cuore, sotto la guida di Mario Apollonio. Svolse attività giornalistica sia su giornali e riviste, sia per radio e televisione.
Nel 1977 fondò la rivista Musica Viva di cui fu direttore fino alla chiusura nel 1994. Scrisse numerosi libri, sia saggi di argomento musicale e di teatro musicale, sia romanzi sia traduzioni.
Compose alcune opere musicali e riscrisse numerose versioni ritmiche di opere altrui.
Visse a Milano con la moglie, la musicologa Franca Cella.

## Opere
- Incontri fra poeti e musicisti nell'opera romantica italiana (Soc. ed. Vita e Pensiero, 1968)
- Il teatro del Settecento (Fabbri Editori, 1968)
- Sei miti da distruggere, sette prospettive da studiare (Centro studi donizettiani, 1969)
- Il teatro (Mursia, 1973)
- Perché Carla Fracci (Blow-up, 1974)
- Mozart: una vita / raccontata da Lorenzo Arruga; illustrata da Emanuele Luzzati (SIGEL, 1990)
- La Scala (Electa, 1991)
- Il riposo dell'artista: la Casa Verdi di Milano / testo: Lorenzo Arruga; fotografie: Silvia Lelli, Roberto Masotti (Touring Club italiano: Casa di riposo per musicisti Fondazione Giuseppe Verdi, 2002)
- Suite algérienne (Mondadori, 2003)
- Il teatro degli enigmi (Mondadori, 2004)
- Internet Opera in un atto Soggetto e libretto di Lorenzo Arruga Musica di Alessandro Cadario prima esecuzione assoluta 19 giugno 2005 Cine Teatro Nuovo di Abbiate Guazzone (Tradate)
- Mozart da vicino (Rizzoli, 2006)
- Pier Luigi Pizzi: inventore di teatro / testo di Lorenzo Arruga; cronologia e ricerca iconografica di Franca Cella (U. Allemandi, 2006)
- O dolce o strana morte (Rizzoli, 2007)
- Il teatro d'opera italiano: una storia (Feltrinelli, 2009)
- Pier Luigi Pizzi: inventore di teatro (2006-2015): bis! / testo di Lorenzo Arruga; cronologia e ricerca iconografica di Franca Cella (U. Allemandi, 2015)